# Heinz Heß (Architekt)
Heinz Heß (* 2. Juni 1922; † 5. März 1992) war ein deutscher Architekt. Er war an mehr als 20 Kirchenneubauten im Raum Mannheim beteiligt.

## Leben
Heß begann 1940 ein Architekturstudium an der Technischen Hochschule Karlsruhe, das von 1941 bis 1945 vom Kriegsdienst im Zweiten Weltkrieg unterbrochen war. Er studierte bei Otto Ernst Schweizer und Heinrich Müller. Nach seiner Diplom-Hauptprüfung 1948 war er als Assistent bei Heinrich Müller tätig. 1951 legte er die große Staatsprüfung ab und ging in den Staatsdienst, wo er unter anderem bei Horst Linde tätig war. 1956 wechselte er zum Erzbischöflichen Bauamt Heidelberg des Erzbistums Freiburg und leitete bis zu seinem Ruhestand 1986 die Außenstelle Mannheim als Nachfolger von Hans Rolli. Von 1972 bis 1977 war er darüber hinaus Vorstand des Bauamts in Heidelberg.

## Bauten und Entwürfe
- 1960: St. Antonius in Mannheim-Rheinau (mit Hans Rolli)
- 1961: St.-Theresia-Kirche in Mannheim-Pfingstberg
- 1961: St.-Hildegard-Kirche in Mannheim-Käfertal
- 1964: St.-Konrad-Kirche in Mannheim-Casterfeld
- 1966: St.-Martin-Kirche in Mannheim-Luzenberg
- 1969: Zwölf-Apostel-Kirche in Mannheim-Vogelstang
- 1971: Pfarrkirche St. Michael in Mannheim-Blumenau
- 1970er Jahre: Erweiterung der Pfarrkirche St. Remigius in Heddesheim

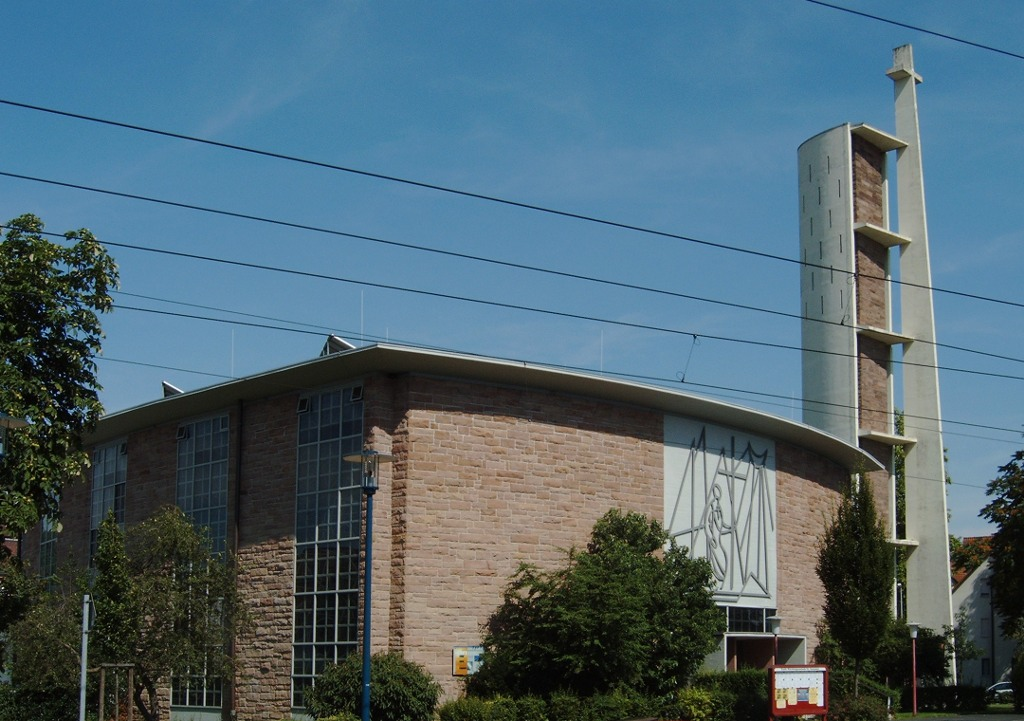
St.-Antonius-Kirche in Mannheim-Rheinau
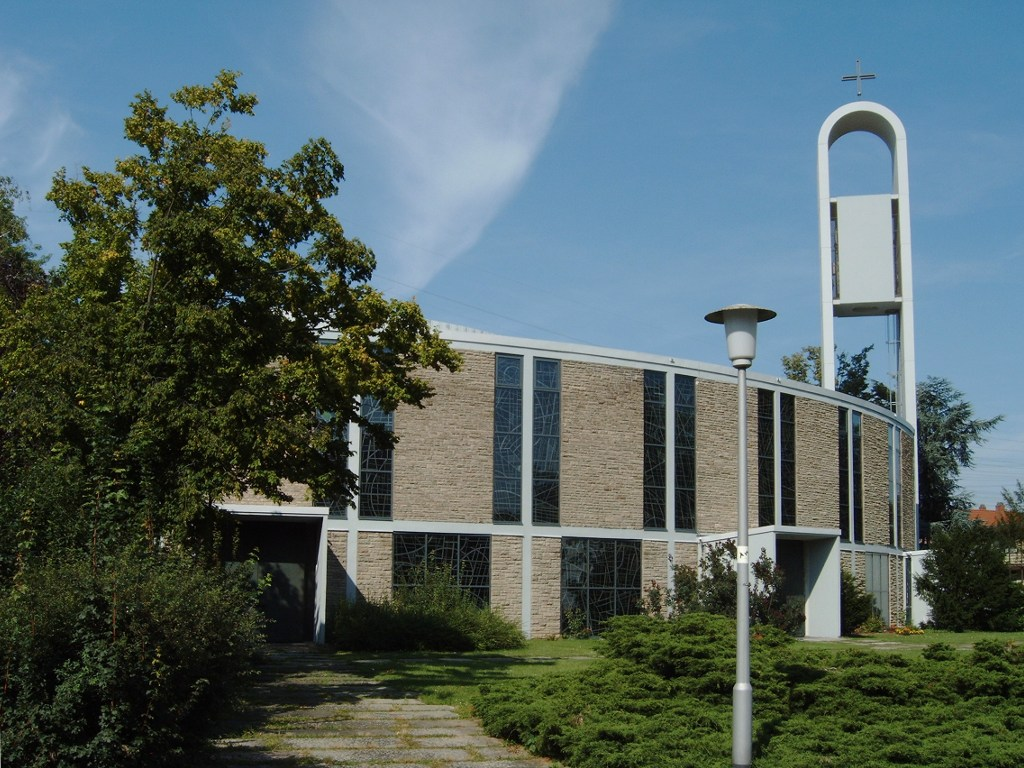
St.-Theresia-Kirche in Mannheim-Pfingstberg
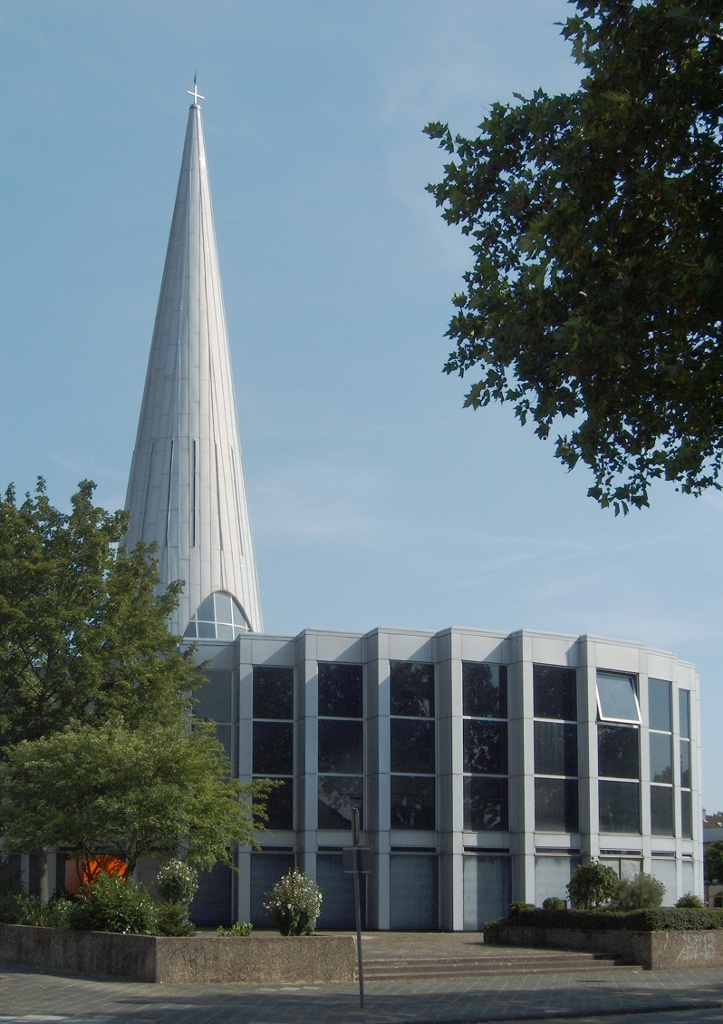
St.-Konrad-Kirche in Mannheim-Casterfeld
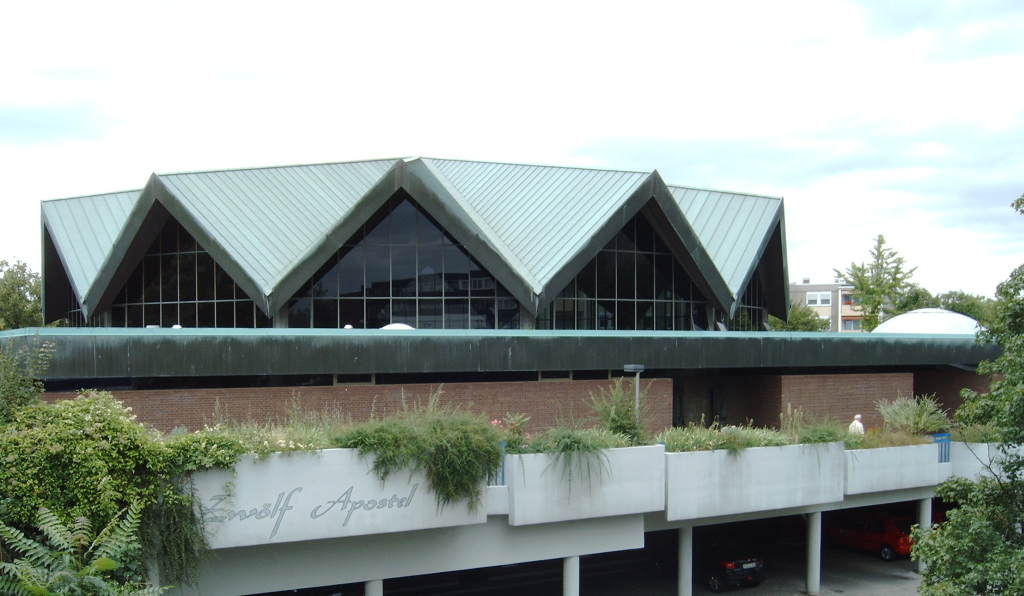
Zwölf-Apostel-Kirche in Mannheim-Vogelstang